# Donald Alarie
Donald Alarie (Montreal, 1945) es un escritor y profesor canadiense.
Estudió en la Universidad de Montreal donde se graduó en 1971

## Obra
- 1971 - Animages animots : spicilège de l'animateur
- 1977 - La rétrospection, ou, Vingt-quatre heures dans la vie d'un passant
- 1979 - Du silence
- 1979 - La visiteuse
- 1980 - Jérôme et les mots
- 1980 - Graphignes
- 1983 - La Vie d'hôtel en automne
- 1986 - Un Homme paisible
- 1987 - Petits formats
- 1990 - La Terre comme un dessin inachevé
- 1990 - Au cru du vent
- 1992 - Comme un lièvre pris au piège
- 1993 - Parfois même la beauté
- 1995 - Les figurants
- 1997 - Ainsi nous allons
- 1999 - Avec notre fragilité ordinaire
- 1999 - Tu crois que ça va durer?
- 2002 - Cinéma urbain
- 2004 - Au café ou ailleurs
- 2006 - Au jour le jour
- 2006 - Todo está perdido, todo se vuelve a encontrar/ Tout est perdu, tout est retrouvé
- 2008 - David et les autres
- 2010 -Thomas est de retour
- 2010 -Comme on joue du piano
- 2010 -J'admets que cela est éphémère
- 2011 -J'attends ton appel
- 2012 -En souvenir d'eux
- 2014 -À domicile

## Premios
- 1978 - Prix Gibson
- 1980 - Prix Jean-Béraud-Molson pour Jérôme et les mots
- 1987 - Prix littéraire Marcel-Panneton
- 2006 - Prix à la création artistique du Conseil des arts et des lettres du Québec pour la région de Lanaudière